# Pink Moon
Pink Moon — третій та останній студійний альбом англійського автора-виконавця Ніка Дрейка. «Рожевий місяць» — апокаліптичний образ, придуманий Дрейком, деяка космічна істота, яка «збирається забрати вас усіх».

## Про альбом
Pink Moon був записаний всього за дві 2-годинні нічні сесії наприкінці жовтня 1971 року. У студії були присутні тільки Нік Дрейк і його звукорежисер Джон Вуд. Під час цих нічних сесій Нік був у глибокій депресії, за весь час він сказав Вуду тільки пару слів, а коли той запитав його, в чому справа, Нік пробубонів щось невиразне і пішов. Дрейк був непохитний у тому, що хотів: записати тільки гітару і голос, без будь-яких додаткових накладень і ефектів. Єдине накладення було зроблено в заголовному треку альбому — була накладена партія піаніно. Спочатку Вуд думав, що музикант хоче використати отримані записи як демо для майбутніх студійних сесій, але потім зрозумів, що вони і складуть майбутній альбом. Сумовиті пісні з Pink Moon дуже короткі, і платівка з 11 треками триває всього 28 хвилин (при цьому один трек — «Horn» — інструментальний). Як казав Вуд: «Це було якраз те що треба. Ви б і не захотіли, щоб вона була довшою».
Після того, як запис було завершено, Нік доставив котушку з майстер-стрічкою прямо в офіс Island Records. Не кажучи ні слова, він просто поклав її на стійку рісепшена і пішов. Плівка пролежала ніким не поміченою майже цілий тиждень. Pink Moon був проданий ще меншою кількістю копій, ніж будь-який з двох попередніх альбомів Дрейка, хоча і отримав кілька втішних відгуків. У журналі Zigzag, наприклад, критик Коннор МакНайт писав: «Нік Дрейк — це артист, який ніколи не прикидається. Альбом не залишає каменя на камені від теорії, що музика має бути ескапістською. Це просто сприйняття життя музикантом, і ви не зможете вимагати більшого». Обкладинку альбому (сюрреалістичну картину в дусі Рене Магрітта) намалював друг сестри Ніка Дрейка Габріель, Майкл Тревітік.

## Список композицій
Всі пісні написані Ніком Дрейком.
| Перша сторона | Перша сторона           | Перша сторона |
| #             | Назва                   | Тривалість    |
| ------------- | ----------------------- | ------------- |
| 1.            | «Pink Moon»             | 2:06          |
| 2.            | «Place to Be»           | 2:43          |
| 3.            | «Road»                  | 2:02          |
| 4.            | «Which Will»            | 2:58          |
| 5.            | «Horn»                  | 1:23          |
| 6.            | «Things Behind the Sun» | 3:57          |

| Друга сторона | Друга сторона      | Друга сторона |
| #             | Назва              | Тривалість    |
| ------------- | ------------------ | ------------- |
| 7.            | «Know»             | 2:26          |
| 8.            | «Parasite»         | 3:36          |
| 9.            | «Free Ride»        | 3:06          |
| 10.           | «Harvest Breed»    | 1:37          |
| 11.           | «From the Morning» | 2:30          |
| 28:22         |                    |               |

## Учасники запису
- Нік Дрейк — вокал, акустична гітара, фортепіано (1)
- Джон Вуд — продюсер, звукорежисер
- Майкл Тревітік — ілюстрації
- Кіт Морріс — фотографії
- C.C.S. Associates — типографія